# 1600
Il 1600 (MDC in numeri romani) è un anno bisestile del XVI secolo.

## Eventi
- 1º gennaio - La Scozia sposta l'inizio dell'anno dal 24 marzo al 1° gennaio.
- 4 febbraio – A Praga avviene il primo incontro fra Tycho Brahe e Keplero.
- 17 febbraio – Giordano Bruno viene condannato al rogo per eresia a Roma in Campo de' Fiori.
- 11 agosto – Enrico IV di Francia invade la Savoia.
- 5 ottobre – Enrico IV di Francia sposa Maria de' Medici nel Duomo di Firenze.
- 6 ottobre – Viene eseguita a Palazzo Pitti di Firenze quella che viene considerata la prima opera lirica: la "Euridice" di Jacopo Peri.
- 8 ottobre – Viene promulgata la prima Costituzione scritta della Repubblica di San Marino.
- 21 ottobre – Battaglia di Sekigahara.
- William Gilbert pubblica il De magnete.

### America del Nord
- Pierre Chauvin, François Gravé signore di Pontgravé e Pierre du Gua signore di Monts si uniscono in una società commerciale per gestire, a nome della Corona francese, il monopolio delle pellicce provenienti dal Nuovo Mondo.
- I mercanti francesi cominciano ad arrivare sulle sponde del fiume St. Lawrence per comprare pellicce dagli indiani, fondando l'insediamento di Tadoussac (Canada).
- 31 dicembre – Thomas Smyth viene nominato governatore della appena fondata Compagnia delle Indie Orientali.

## Nati

### Gennaio
- 11 gennaio - Isabella Filomarino, nobile italiana († 1679)
- 16 gennaio - Loreto Vittori, poeta, librettista e compositore italiano († 1670)
- 17 gennaio - Pedro Calderón de la Barca, drammaturgo e religioso spagnolo († 1681)
- 23 gennaio - Date Tadamune, militare giapponese († 1658)
- 23 gennaio - Alexander Keirinckx, pittore fiammingo († 1652)
- 27 gennaio - Papa Clemente IX, papa, arcivescovo cattolico e cardinale italiano († 1669)

### Febbraio
- 2 febbraio - Gabriel Naudé, scrittore e bibliotecario francese († 1653)
- 5 febbraio - Johan Picardt, religioso e medico tedesco († 1670)
- 8 febbraio - Luis Alfonso de los Cameros, arcivescovo cattolico spagnolo († 1676)
- 11 febbraio - Girolamo Fantini, trombettista e compositore italiano († 1675)

### Marzo
- 3 marzo - Gheorghe Ghica, nobile rumeno († 1664)
- 8 marzo - Manfredo Settala, scienziato italiano († 1680)
- 21 marzo - Benedetto Di Virgilio, poeta italiano († 1667)
- 29 marzo - Ramiro Felipe Núñez de Guzmán, politico spagnolo († 1668)

### Aprile
- 3 aprile - Francesco Boccapaduli, arcivescovo cattolico e diplomatico italiano († 1680)
- 22 aprile - Alessandro dal Borro, condottiero italiano († 1656)

### Maggio
- 25 maggio - Thomas Hamilton, II conte di Haddington, nobile scozzese († 1640)

### Giugno
- 24 giugno - Juan de Palafox y Mendoza, vescovo cattolico spagnolo († 1659)
- 29 giugno - Maria Maddalena de' Medici, nobildonna († 1633)
- 30 giugno - Adam Václav Michna z Otradovic, poeta e compositore ceco († 1675)

### Luglio
- 10 luglio - Famiano Nardini, archeologo italiano († 1661)
- 15 luglio - Jan Cossiers, pittore e disegnatore fiammingo († 1671)

### Agosto
- 5 agosto - Giannettino Gonzaga, religioso e teologo italiano († 1649)
- 7 agosto - Eleonora Maria di Anhalt-Bernburg, principessa tedesca († 1657)
- 13 agosto - Virginia Galilei, religiosa italiana († 1634)
- 14 agosto - Pietro Francesco Baccarini, religioso italiano († 1678)
- 24 agosto - Antoine de Lalouvère, matematico e gesuita francese († 1664)

### Settembre
- 19 settembre - Hermann Busenbaum, gesuita e teologo tedesco († 1668)

### Ottobre
- 1º ottobre - Jacques Blanchard, pittore francese († 1638)
- 4 ottobre - Giovanni Paolo Oliva, gesuita italiano († 1681)
- 4 ottobre - Domenico Pieratti, scultore italiano († 1656)
- 5 ottobre - Thomas Goodwin, teologo britannico († 1680)
- 5 ottobre - Carlo Antonio Manzini, astronomo e matematico italiano († 1677)

### Novembre
- 19 novembre - Lieuwe van Aitzema, storico olandese († 1669)
- 19 novembre - Carlo I d'Inghilterra, sovrano britannico († 1649)
- 28 novembre - Tokugawa Yoshinao, militare giapponese († 1650)

### Dicembre
- 6 dicembre - Niccolò Aggiunti, matematico italiano († 1635)
- 12 dicembre - Dionigi della Natività, missionario francese († 1638)
- 16 dicembre - Claude Lorrain, pittore francese († 1682)
- 20 dicembre - Nicolas Sanson, cartografo francese († 1667)
- 27 dicembre - Ōta Sukemune, militare giapponese († 1680)

### Senza giorno specificato
- Anna di Guisa, nobile francese († 1638)
- Pichou, drammaturgo francese († 1631)
- Prasat Thong, sovrano siamese († 1656)
- Giangirolamo II Acquaviva d'Aragona, politico e militare italiano († 1665)
- Willem Akersloot, incisore, pittore e disegnatore olandese († 1661)
- Antonino Alberti, pittore italiano († 1649)
- Jürgen Andersen, viaggiatore tedesco († 1675)
- Paolo Aringhi, religioso italiano († 1676)
- Gioacchino Assereto, pittore italiano († 1649)
- Frans Banning Cocq, politico olandese
- Martin de Barcos, teologo francese († 1678)
- Pëtr Ivanovič Beketov, esploratore russo
- Gasparo Berti, matematico, fisico e astronomo italiano († 1643)
- Alessandra Bocchineri, nobildonna italiana († 1649)
- Nicolò Bona, politico dalmata († 1678)
- Ennio Bonifazi, organaro italiano († 1654)
- William Bridge, religioso inglese († 1670)
- Edmund Calamy il Vecchio, religioso inglese († 1666)
- Francesco Cascio, religioso e missionario italiano († 1682)
- Angelo Celsi, cardinale italiano († 1671)
- Albert Curtz, astronomo tedesco († 1671)
- Mariano Cusmano, pittore italiano († 1680)
- Francesco Angelo Dessì, avvocato, giurista e politico spagnolo († 1674)
- Christoffel van Dijck, artista olandese († 1669)
- John Exton, magistrato inglese († 1668)
- Francesco Antonio Frascella, arcivescovo cattolico italiano († 1653)
- Jacopo Gaddi, poeta e scrittore italiano († 1668)
- Giovanna Garzoni, pittrice e miniaturista italiana († 1670)
- Giovanni Battista Gisleni, architetto italiano († 1672)
- Camillo Gonzaga, condottiero italiano († 1659)
- Pieter de Grebber, pittore olandese († 1652)
- Simon Ives, compositore e organista inglese († 1662)
- Willem Kieft, mercante e politico olandese († 1647)
- Nicolaes Lauwers, incisore fiammingo († 1652)
- Antoine Le Nain, pittore francese († 1648)
- Marin Le Roy de Gomberville, poeta e romanziere francese († 1674)
- Giacomo Legi, pittore fiammingo († 1640)
- David Leslie, politico scozzese († 1682)
- Franciszek Lilius, compositore polacco († 1657)
- Vincenzo Manenti, pittore italiano († 1674)
- Giovanni Martinelli, pittore italiano († 1659)
- John Mason, giurista britannico († 1672)
- Jan Matham, pittore e incisore olandese († 1648)
- Marcin Mielczewski, compositore polacco († 1651)
- William Murray, I conte di Dysart, politico scozzese († 1655)
- Mustafa I, sultano ottomano († 1639)
- Adam Olearius, orientalista tedesco († 1671)
- Benedetto Orsi, pittore e architetto italiano († 1680)
- Giovanni Battista Orsi, architetto italiano († 1641)
- Magdalena van de Passe, incisore e disegnatrice olandese († 1638)
- Giuliano Periccioli, pittore, incisore e cartografo italiano
- Costanzo de Peris, pittore e disegnatore italiano († 1665)
- Martino Pesenti, compositore, organista e clavicembalista italiano († 1648)
- Mateo de Prado, scultore spagnolo († 1677)
- William Prynne, scrittore e giurista inglese († 1669)
- Giuseppe Puglia, pittore italiano († 1636)
- Antoine Rossignol, crittologo francese († 1682)
- Bonaventura Rubino, francescano e compositore italiano († 1668)
- Augustin de Saffray de Mésy, militare e funzionario francese († 1677)
- Joost Schouten, mercante e diplomatico olandese († 1644)
- Giovanni Battista Seni, astrologo italiano († 1656)
- Cristoforo Serra, pittore italiano († 1689)
- Akashi Shiganosuke, lottatore di sumo giapponese († 1649)
- Heinrich Stahl, grammatico estone († 1657)
- Willem van Steenree, pittore olandese († 1648)
- Daniel Stolcius von Stolcenberg, alchimista, medico e astrologo boemo († 1660)
- Flaminio Taja, cardinale italiano († 1682)
- António Teles de Meneses, politico e militare portoghese († 1657)
- Ippolita Trivulzio, nobile italiana († 1638)
- Umile da Petralia, scultore e religioso italiano († 1639)
- Giovan Battista Vanni, pittore italiano († 1660)
- Brian Walton, vescovo anglicano, teologo e orientalista britannico († 1661)
- Cornelis Willaerts, pittore olandese († 1666)
- Gabriel de Rochechouart de Mortemart, nobile francese († 1675)
- Marie de Rohan-Montbazon, nobildonna francese († 1679)
- Pieter van Avont, pittore e incisore fiammingo († 1652)
- Lagâri Hasan Çelebi, aviatore ottomano († 1660)

## Morti

### Gennaio
- 9 gennaio - Giuseppe Giustiniani, nobile e diplomatico italiano (n. 1525)
- 9 gennaio - John Spencer, politico e nobile inglese (n. 1549)
- 12 gennaio - Bernardino Baldini, umanista, medico e matematico italiano (n. 1515)
- 21 gennaio - Jerzy Radziwiłł, cardinale polacco (n. 1556)
- 26 gennaio - Lorenzo Priuli, politico, cardinale e patriarca cattolico italiano (n. 1538)
- 30 gennaio - Gherardo Cibo, botanico italiano (n. 1512)

### Febbraio
- 9 febbraio - Giovanni Federico di Pomerania, duca (n. 1542)
- 10 febbraio - Giano Pelusio, presbitero, umanista e poeta italiano (n. 1520)
- 15 febbraio - José de Acosta, gesuita e scrittore spagnolo (n. 1539)
- 17 febbraio - Giordano Bruno, filosofo, scrittore e predicatore italiano (n. 1548)
- 20 febbraio - Innico d'Avalos d'Aragona, cardinale e vescovo cattolico italiano (n. 1536)
- 25 febbraio - Sebastiano Aparicio, religioso spagnolo (n. 1502)

### Marzo
- 1º marzo - Angelo Casarino, vescovo cattolico italiano
- 4 marzo - Fantino Petrignani, arcivescovo cattolico italiano (n. 1539)
- 22 marzo - Hōjō Ujinori, militare giapponese (n. 1545)
- 28 marzo - Gonzalo Piña Lidueña, condottiero spagnolo (n. 1545)

### Aprile
- 1º aprile - Esperanza Malchi, imprenditrice ottomana
- 3 aprile - Stanislaw Reszka, gesuita e diplomatico polacco (n. 1544)
- 15 aprile - Gilberto Isfar y Corillas, vescovo cattolico italiano
- 20 aprile - Ludovico Madruzzo, cardinale italiano (n. 1532)
- 23 aprile - Miklós Pálffy, militare ungherese (n. 1552)
- 24 aprile - Jean Baptiste de la Barrière, religioso francese (n. 1544)

### Maggio
- 4 maggio - Jean Nicot, diplomatico e lessicografo francese (n. 1530)
- 18 maggio - Nicolaus Olai Bothniensis, religioso svedese
- 18 maggio - Fulvio Orsini, umanista, storico e archeologo italiano (n. 1529)
- 19 maggio - Abe Masakatsu, militare giapponese (n. 1541)

### Giugno
- 3 giugno - Juan Grande Román, religioso spagnolo (n. 1546)
- 8 giugno - Edoardo Fortunato di Baden-Baden, nobile tedesco (n. 1565)
- 21 giugno - John Rigby, inglese (n. 1570)

### Luglio
- 15 luglio - Antonio Contin, scultore e architetto svizzero (n. 1566)
- 17 luglio - Hosokawa Tamako, giapponese (n. 1563)
- 29 luglio - Adolfo di Schwarzenberg, militare e nobile austriaco (n. 1551)

### Agosto
- 5 agosto - John Ruthven, III conte di Gowrie, nobile scozzese
- 18 agosto - Sebastiano Montelupi, mercante e banchiere italiano (n. 1516)
- 27 agosto - Pedro de Deza Manuel, cardinale e vescovo cattolico spagnolo (n. 1520)
- 27 agosto - Kaganoi Shigemochi, militare giapponese (n. 1561)

### Settembre
- 1º settembre - Tadeáš Hájek, medico e astronomo ceco
- 8 settembre - Matsudaira Ietada, militare giapponese (n. 1555)
- 8 settembre - Torii Mototada, militare giapponese (n. 1539)
- 9 settembre - Joris Hoefnagel, pittore fiammingo (n. 1542)
- 20 settembre - Rodrigo de Castro Osorio, cardinale e arcivescovo cattolico spagnolo (n. 1523)

### Ottobre
- 12 ottobre - Luis de Molina, teologo, giurista e gesuita spagnolo (n. 1535)
- 21 ottobre - Hiratsuka Tamehiro, militare giapponese
- 21 ottobre - Shima Sakon, militare giapponese (n. 1540)
- 21 ottobre - Shimazu Toyohisa, militare giapponese (n. 1570)
- 21 ottobre - Toda Katsushige, militare giapponese (n. 1557)
- 21 ottobre - Ōtani Yoshitsugu, militare giapponese
- 22 ottobre - Alfonsino Gesualdo, nobile italiano (n. 1595)
- 23 ottobre - Ishida Masatsugu, militare giapponese
- 24 ottobre - Andrea Bacci, filosofo, medico e scrittore italiano (n. 1524)

### Novembre
- 3 novembre - Richard Hooker, teologo e presbitero inglese (n. 1554)
- 6 novembre - Ankokuji Ekei, militare giapponese (n. 1539)
- 6 novembre - Ishida Mitsunari, militare giapponese (n. 1559)
- 6 novembre - Konishi Yukinaga, militare giapponese (n. 1555)
- 8 novembre - Natsuka Masaie, militare giapponese (n. 1562)
- 9 novembre - Achille Falcone, compositore italiano
- 12 novembre - Andrea d'Austria, vescovo cattolico, cardinale e abate austriaco (n. 1558)
- 16 novembre - Itō Suketaka, militare giapponese (n. 1559)
- 17 novembre - Kuki Yoshitaka, militare giapponese (n. 1542)

### Dicembre
- 3 dicembre - Giovanni Trulles de Myra, arcivescovo cattolico spagnolo
- 13 dicembre - Ercole Bevilacqua, militare italiano (n. 1554)
- 16 dicembre - Carlo I del Palatinato-Zweibrücken-Birkenfeld, nobile (n. 1560)
- 29 dicembre - Laura Peperara, cantante, arpista e danzatrice italiana (n. 1563)

### Senza giorno specificato
- Elazar ben Moshe Azikri, rabbino e religioso (n. 1533)
- Francesco Barberini, mercante italiano (n. 1528)
- Teodoro Belleo, medico italiano (n. 1540)
- Rinaldo Bonanno, scultore e architetto italiano (n. 1545)
- Bâkî, poeta turco (n. 1526)
- Luigi Carboni, pittore italiano (n. 1540)
- Luis del Mármol Carvajal, viaggiatore, militare e storico spagnolo (n. 1520)
- Chōsokabe Chikatada, militare giapponese (n. 1572)
- John Craig, religioso scozzese (n. 1512)
- Conrad Dasypodius, matematico e astronomo svizzero (n. 1532)
- Thomas Deloney, scrittore inglese (n. 1543)
- Thomas Derrick, criminale britannico (n. 1500)
- Luis Enríquez de Cabrera y Mendoza, nobile spagnolo
- Santi Gucci, scultore e architetto italiano (n. 1530)
- Kawajiri Hidenaga, militare giapponese
- Kinoshita Yoritsugu, militare giapponese
- Claude Le Jeune, compositore francese
- Antonio Lo Frasso, scrittore e militare spagnolo (n. 1540)
- Giacomo Malatesta, condottiero italiano (n. 1530)
- Arnaut Mami, corsaro ottomano
- Francesco Montemezzano, pittore italiano (n. 1555)
- Antoni de Montserrat, presbitero e cartografo spagnolo (n. 1536)
- Bernardo Morando, architetto e ingegnere militare italiano
- Jens Nilssøn, teologo e vescovo luterano norvegese (n. 1538)
- Diego Osorio Villegas, condottiero spagnolo
- Angelo Peruzzi, vescovo cattolico italiano
- Giovan Battista Pignatelli, cavaliere italiano (n. 1540)
- Pier Francesco Piola, pittore italiano (n. 1565)
- Sante Riccitelli, religioso e teologo italiano
- Balthasar Russow, storico tedesco (n. 1536)
- Canfeda Hatun, ottomana
- Reichard Streun von Schwarzenau, nobile, politico e storico austriaco (n. 1538)
- Shiba Yoshikane, militare giapponese (n. 1540)
- Shimun IX Denha
- Felipa de Souza, portoghese (n. 1556)
- Margaret Stuart, nobile britannica (n. 1598)
- Petruccio Ubaldini, storico e miniatore italiano (n. 1524)
- Antoine du Verdier, scrittore francese (n. 1544)
- Giovanni Maria Verdizotti, scrittore e pittore italiano (n. 1525)
- Martino de Leyva, nobile e militare spagnolo (n. 1549)
- Mustafa Âlî, storico ottomano (n. 1541)

## Calendario
| Calendario 1600 | Calendario 1600 | Calendario 1600 | Calendario 1600 | Calendario 1600 | Calendario 1600 | Calendario 1600 | Calendario 1600 | Calendario 1600 | Calendario 1600 | Calendario 1600 | Calendario 1600 | Calendario 1600 | Calendario 1600 | Calendario 1600 | Calendario 1600 | Calendario 1600 | Calendario 1600 | Calendario 1600 | Calendario 1600 | Calendario 1600 | Calendario 1600 | Calendario 1600 | Calendario 1600 | Calendario 1600 | Calendario 1600 | Calendario 1600 | Calendario 1600 | Calendario 1600 | Calendario 1600 | Calendario 1600 | Calendario 1600 | Calendario 1600 |
| --------------- | --------------- | --------------- | --------------- | --------------- | --------------- | --------------- | --------------- | --------------- | --------------- | --------------- | --------------- | --------------- | --------------- | --------------- | --------------- | --------------- | --------------- | --------------- | --------------- | --------------- | --------------- | --------------- | --------------- | --------------- | --------------- | --------------- | --------------- | --------------- | --------------- | --------------- | --------------- | --------------- |
|                 | 1               | 2               | 3               | 4               | 5               | 6               | 7               | 8               | 9               | 10              | 11              | 12              | 13              | 14              | 15              | 16              | 17              | 18              | 19              | 20              | 21              | 22              | 23              | 24              | 25              | 26              | 27              | 28              | 29              | 30              | 31              |                 |
| Gennaio         | Sa              | Do              | Lu              | Ma              | Me              | Gi              | Ve              | Sa              | Do              | Lu              | Ma              | Me              | Gi              | Ve              | Sa              | Do              | Lu              | Ma              | Me              | Gi              | Ve              | Sa              | Do              | Lu              | Ma              | Me              | Gi              | Ve              | Sa              | Do              | Lu              |                 |
| Febbraio        | Ma              | Me              | Gi              | Ve              | Sa              | Do              | Lu              | Ma              | Me              | Gi              | Ve              | Sa              | Do              | Lu              | Ma              | Me              | Gi              | Ve              | Sa              | Do              | Lu              | Ma              | Me              | Gi              | Ve              | Sa              | Do              | Lu              | Ma              |                 |                 |                 |
| Marzo           | Me              | Gi              | Ve              | Sa              | Do              | Lu              | Ma              | Me              | Gi              | Ve              | Sa              | Do              | Lu              | Ma              | Me              | Gi              | Ve              | Sa              | Do              | Lu              | Ma              | Me              | Gi              | Ve              | Sa              | Do              | Lu              | Ma              | Me              | Gi              | Ve              |                 |
| Aprile          | Sa              | Do              | Lu              | Ma              | Me              | Gi              | Ve              | Sa              | Do              | Lu              | Ma              | Me              | Gi              | Ve              | Sa              | Do              | Lu              | Ma              | Me              | Gi              | Ve              | Sa              | Do              | Lu              | Ma              | Me              | Gi              | Ve              | Sa              | Do              |                 |                 |
| Maggio          | Lu              | Ma              | Me              | Gi              | Ve              | Sa              | Do              | Lu              | Ma              | Me              | Gi              | Ve              | Sa              | Do              | Lu              | Ma              | Me              | Gi              | Ve              | Sa              | Do              | Lu              | Ma              | Me              | Gi              | Ve              | Sa              | Do              | Lu              | Ma              | Me              |                 |
| Giugno          | Gi              | Ve              | Sa              | Do              | Lu              | Ma              | Me              | Gi              | Ve              | Sa              | Do              | Lu              | Ma              | Me              | Gi              | Ve              | Sa              | Do              | Lu              | Ma              | Me              | Gi              | Ve              | Sa              | Do              | Lu              | Ma              | Me              | Gi              | Ve              |                 |                 |
| Luglio          | Sa              | Do              | Lu              | Ma              | Me              | Gi              | Ve              | Sa              | Do              | Lu              | Ma              | Me              | Gi              | Ve              | Sa              | Do              | Lu              | Ma              | Me              | Gi              | Ve              | Sa              | Do              | Lu              | Ma              | Me              | Gi              | Ve              | Sa              | Do              | Lu              |                 |
| Agosto          | Ma              | Me              | Gi              | Ve              | Sa              | Do              | Lu              | Ma              | Me              | Gi              | Ve              | Sa              | Do              | Lu              | Ma              | Me              | Gi              | Ve              | Sa              | Do              | Lu              | Ma              | Me              | Gi              | Ve              | Sa              | Do              | Lu              | Ma              | Me              | Gi              |                 |
| Settembre       | Ve              | Sa              | Do              | Lu              | Ma              | Me              | Gi              | Ve              | Sa              | Do              | Lu              | Ma              | Me              | Gi              | Ve              | Sa              | Do              | Lu              | Ma              | Me              | Gi              | Ve              | Sa              | Do              | Lu              | Ma              | Me              | Gi              | Ve              | Sa              |                 |                 |
| Ottobre         | Do              | Lu              | Ma              | Me              | Gi              | Ve              | Sa              | Do              | Lu              | Ma              | Me              | Gi              | Ve              | Sa              | Do              | Lu              | Ma              | Me              | Gi              | Ve              | Sa              | Do              | Lu              | Ma              | Me              | Gi              | Ve              | Sa              | Do              | Lu              | Ma              |                 |
| Novembre        | Me              | Gi              | Ve              | Sa              | Do              | Lu              | Ma              | Me              | Gi              | Ve              | Sa              | Do              | Lu              | Ma              | Me              | Gi              | Ve              | Sa              | Do              | Lu              | Ma              | Me              | Gi              | Ve              | Sa              | Do              | Lu              | Ma              | Me              | Gi              |                 |                 |
| Dicembre        | Ve              | Sa              | Do              | Lu              | Ma              | Me              | Gi              | Ve              | Sa              | Do              | Lu              | Ma              | Me              | Gi              | Ve              | Sa              | Do              | Lu              | Ma              | Me              | Gi              | Ve              | Sa              | Do              | Lu              | Ma              | Me              | Gi              | Ve              | Sa              | Do              |                 |